# Каприччио (опера)
Каприччио (итал. Capriccio, соч. 85) — последняя опера Рихарда Штрауса в одном действии и 13 сценах, с подзаголовком «разговорная пьеса с музыкой». Премьера состоялась в Национальном театре в Мюнхене 28 октября 1942 года. Либретто на немецком языке написал дирижёр Клеменс Краусс при участии композитора.

## История

### Создание
Замысел оперы зародился в 1935 году, когда Стефан Цвейг обратил внимание Грегора, начинавшего сотрудничество со Штраусом, на комическую оперу Сальери «Сначала музыка, потом слова» (1786, либретто Джамбаттисты ди Касти). Вопрос о том, что в опере важнее — слова или музыка, — любимая тема дискуссий композиторов, Штраус обсуждал его с Крауссом в 1933 году, репетируя «Арабеллу».
К замыслу Штраус вернулся лишь несколько лет спустя, написав за это время другие оперы. Действие оперы происходит во Франции, в период «войны буффонов», её сюжет сводится к диспуту о природе оперного жанра, в котором участвуют представители разных театральных профессий. Штраус принялся за написание либретто по сюжету этой оперы, но затем привлёк Краусса, который, в итоге, написал большую часть либретто. Опера создавалась в 1940-41 годах, премьера состоялась 28 октября 1942 года в Баварской опере в Мюнхене.
«Каприччио» — образец зрелого творчества Штрауса. В ней стилизованы основные типы оперного письма XVIII в. и дух оперы-буффа. Своеобразие произведению придают сочетание арий и ансамблей, написанных в итальянской манере, а также выразительный речитатив. Струнное вступление к опере и финальную сцену графини Маделены нередко исполняют как отдельные концертные номера.

### Постановки
Опера состоит из одного акта длительностью около двух с половиной часов. Этот факт, а также объёмные разговорные обсуждения о первичности слова или музыки, препятствуют популярности оперы. Чтобы как-то устранить этот недостаток, в 1957 году в Гамбурге Рудольф Хартманн, который был режиссёром премьерной постановки, вставил антракт в место, где графиня заказывает шоколад. Многие режиссёры последовали этому примеру, включая постановку оперы на Глайндборнском оперном фестивале
За пределами Германии «Каприччио» ставили в Лондоне (1953, театр «Ковент-Гарден»), Нью-Йорке (1954), Санта-Фе (1958), Париже (1960, «Опера-комик»), Антверпене (1964). В 2011 году оперу поставили в Метрополитен-опера.

## Действующие лица
| Роль                     | Тип голоса | Исполнители на премьере 28 октября 1942 года (Дирижёр: Клеменс Краусс) |
| ------------------------ | ---------- | ---------------------------------------------------------------------- |
| Графиня                  | сопрано    | Виорика Урсуляк Viorica Ursuleac                                       |
| Клайрон, актриса         | контральто | Хильдегард Ранчак Hildegard Ranczak                                    |
| Фламан, музыкант         | тенор      | Хорст Таубман                                                          |
| Оливьер, поэт            | баритон    | Ханс Хоттер                                                            |
| Граф, брат графини       | баритон    | Вальтер Хёфермайер                                                     |
| Ла Роше, директор театра | бас        | Георг Ханн                                                             |
| Мсье Туапе               | тенор      | Карл Зайдель                                                           |
| Итальянская певица       | сопрано    | Ирма Белике                                                            |
| Итальянский певец        | тенор      | Франц Кларвайн                                                         |
| Мажордом                 | бас        | Георг Витер                                                            |
| Музыканты и слуги        |            |                                                                        |

## Содержание
Место действия: дом в предместье Парижа
Время действия: около 1775
В доме французской графини Маделены собрались люди искусства — поэт Оливьер, композитор Фламан, актриса Клайрон, театральный директор Ла Роше, тенор Таупе, а также брат графини. В великосветской манере гости дискутируют, что важнее — музыка или слово. Перед тем, как разъехаться, решено, что Оливьер и Фламан напишут произведение, которое поможет разрешить спор.
Графиня восхищается и поэтом, и композитором, и каждый из них влюблён в графиню. Оливьер сочиняет для неё сонет, а Фламан пишет к нему музыку. Польщённая Маделена обещает наутро решить, за кого из них она выйдет замуж.
Графиня в одиночестве размышляет, чьё же искусство — поэта или музыканта — сильнее, кого ей предпочесть? Напевая подаренный ей сонет, она теряется в догадках. В конце оперы зритель так и не узнает, кого из двух молодых людей предпочтёт графиня.

## Записи
- 1942: Симфонический оркестр Баварского радио, дирижёр Краусс; Урсуляк, Шмитт-Вальтер, Шок, Браун, Хоттер, Топпер (Opera Depot)
- 1958: Лондонский филармонический оркестр, дирижёр Заваллиш; Шварцкопф, Вахтер, Гедда, Фишер-Дискау, Хоттер, Людвиг (EMI Classics)
- 1960: Венская опера, дирижёр Бём; Шварцкопф, Уде, Дермота, Берри, Шёффлер, Гольц (Omega Opera Archive)
- 1964: Венская опера, дирижёр Претр; Делла Каза, Кернс, Кмент, Берри, Винер, Людвиг (Omega Opera Archive)
- 1971: Симфонический оркестр Баварского радио, дирижёр Бём; Яновиц, Фишер-Дискау, Шрайер, Прей, Риддербуш, Троянос (Deutsche Grammophon)
- 1983: Венская опера, дирижёр Хольрайзер; Яновиц, Хельм, Шрайер, Хорник, Адам, Людвиг (Lyric Distribution)
- 1993: Опера Сан-Франциско, дирижёр Ранникл; Те Канава, Хагегорд, Кюблер, Кинлисайд, Браун, Троянос (ArtHaus Musik)
- 1994: Венский филармонический оркестр, дирижёр Ширмер; Те канава, Хагегорд, Хайльман, Бар, фон Халем, Фассбендер (Decca)
- 1999: Симфонический оркестр радио Штутгарта, Претр; Лотт, Аллен, Кюнде, Генц, фон Каннен, Вермийон (Forlane)
- 2004: Парижская опера, дирижёр Ширмер; Флеминг, Хеншель, Трост, Финли, Хавлата, фон Оттер (TDK)
- 2011: Метрополитен-опера, дирижёр Дэвис, Флеминг, Банкс, Браун, Конноли, Девлин, Кайзер, Ларсен, Макарина, Роуз (Decca Classics, Live)
- 2013: Венская опера, дирижёр Марелли; Флеминг, Брунс, Айхе, Кирхшлагер, Мартинес, Ридль, Шаде, Сковус (C Major)
- 2021: Земперопер, дирижёр Тилеман; Цеппенфельд, Нюлунд, Майер, Поль, Борчев и др.